# Bombardování Štětína

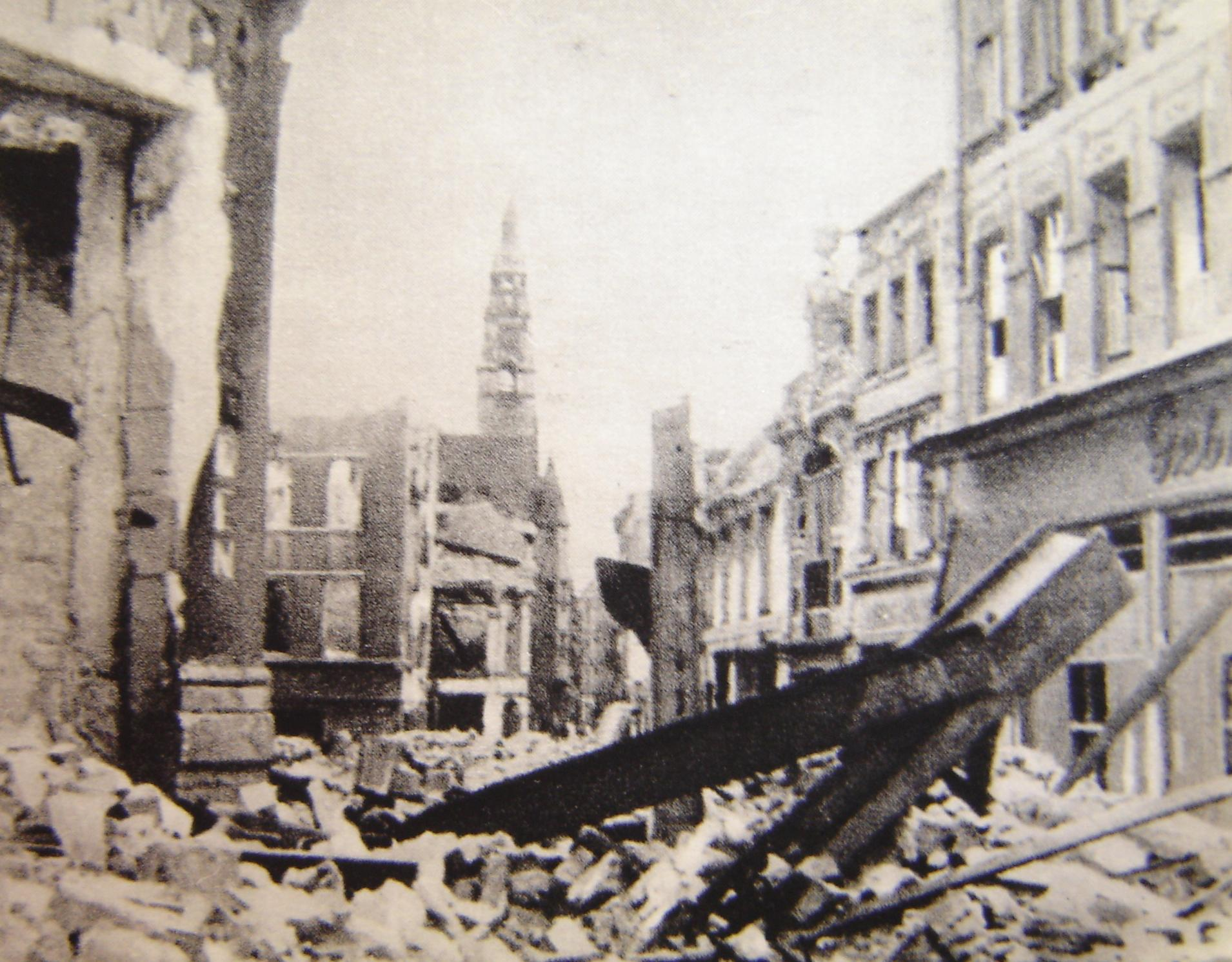
Štětín v roce 1945

Bombardování Štětína bylo bombardování města Štětína, včetně kobercového bombardování, prováděné hlavně v roce 1944 britským RAF a americkým USAAF.

## Okolnosti předcházející náletům
Jen několik let před vypuknutím druhé světové války se Štětín stal jedním ze strategických průmyslových center Třetí říše. Vzhledem ke své poloze, daleko od západoevropských zemí a SSSR, stejně kvůli přístavu ve městě, se zdálo, že Štětín je málo ohrožen možnými nálety. Z tohoto důvodu byla v Załomu u Štětína otevřena továrna na letecké motory, poblíž Polic byla postavena velká továrna na syntetický benzín a v Peenemünde, asi 100 kilometrů severně od Štětína, byly provedeny experimenty s raketami V-1. Kvůli výhodné poloze města byly loděnice, automobilka Stoewer a asi 600 dalších závodů ve Štětíně přesunuty k válečným potřebám.
V lednu 1943 byly na konferenci v Casablance stanoveny cíle pro letectví, které mělo zničit německý průmysl a obytné oblasti. Štětín byl dostatečně velké město, aby bylo na seznamu takových cíli. Město patřilo mezi 20 nejvíce zničených měst tehdejšího Německa.

## Bombardování
První útok na Štětín se uskutečnil v roce 1940 a byl pro Němce překvapením, ale jeho škodlivost byla malá. V letech 1941 a 1942 došlo ke dvěma náletům, kterých se zúčastnil větší počet letadel. K prvnímu velkému bombardování Štětína došlo v noci 20. dubna 1943, na Hitlerovy narozeniny. Podílelo se na něm 350 letadel a na město spadlo 782 tun bomb.
V roce 1944 došlo k nejméně 11 náletům na město. Hlavním cílem náletů byl přístav a přístavní čtvrť, loděnice a nejbližší centrum města, protože v této oblasti byla umístěna hlavní centra štětínského zbrojního průmyslu: loděnice, dvě továrny na munici, šest velkých chemických továren a několik závodů na zpracování kovů.
Doktrína přijatá na konferenci v Casablance předpokládala, že kobercové bombardování oslabí morálku populace Třetí říše a usnadní spojencům porazit nacistické Německo. Bombardování se týkalo hlavně Starého Města, Pomorzan a Niebuszewa.
Lidé, kteří byli přítomni při zničení města, přirovnávají bombardování k biblické apokalypse. Ve městě zuřily požáry, které se nakonec staly bouřkou. Tento jev způsobil vznik místních hurikánů, které stáhly lidi přímo do ohně a způsobily smrt v agónii.
| Rok   | Počet alarmů | Doba trvání alarmů | Počet náletů |
| 1940  | 27           | 39 hodin 40 minut  | 3            |
| 1941  | 25           | 40 hodin 40 minut  | 4            |
| 1942  | 20           | 20 hodin 5 minut   | 0            |
| 1943  | 54           | 44 hodin 6 minut   | 3            |
| 1944  | 119          | 97 hodin 30 minut  | 6            |
| 1945  | 65           | 42 hodin 5 minut   | 15           |
| Spolu | 314          | 283 hodin 56 minut | 26           |

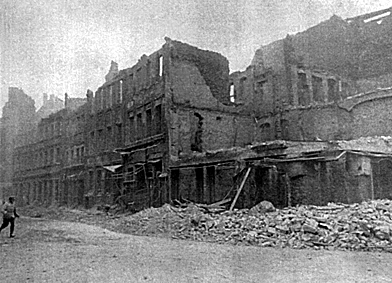
Tkacka ulice, 1944
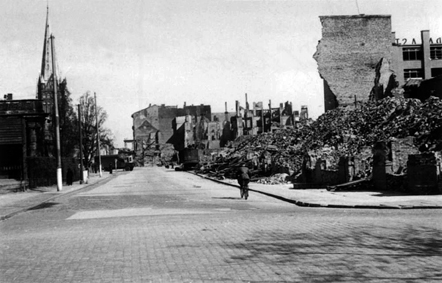
Náměstí Přístavní brána, 1944
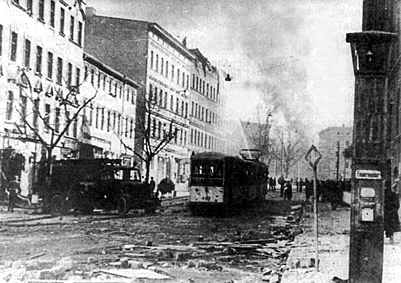
Alej osvobození, 1944

## Poválečná situace
Budovy Starého Města, Drzetowa a Niebuszewa byly téměř úplně zbořeny. Většina Pomorzan byla srovnána se zemí. Zničení Starého Města a Niebuszewa přesáhlo 90 %. V menší míře byly zničeny budovy na jihovýchodě centrum, kde přežily pouze jednotlivé budovy. Počet lidských obětí nelze přesně určit a liší se v závislosti na zdrojích. Většinu obětí tvořily ženy, děti a starší lidé.
| Datum                                                                | Cele                                                                              | Efekty |
| duben 1940                                                           | Krzekowo, pravděpodobně náhodný cíl                                               | |
| 4./5. září 1940                                                      | Police: závody na syntetický benzín                                               | |
| 14./15. říjen 1940                                                   | Dąbie, Śródmieście                                                                | zahájení výstavby městských bunkrů (navíc 38 betonových bunkrů a 17 tisíc. bunkrů v obytných budovách)          |
| 20. září 1941                                                        |                                                                                   | 40 amerických letadel, 150 bomb                                                                                 |
| 17./18. srpen 1942                                                   | vč. hrad a Łasztownia                                                             | |
| 21./22. duben 1943                                                   | přístav, Pomorzany, Śródmieście                                                   | 350 britských letadel, 350-400 zabito, 300 pohřešováno, 300 vážně zraněno, 25 000 lidí bez bytů                 |
| 1943                                                                 |                                                                                   | 24 139 zničených bytů                                                                                           |
| 5./6. leden 1944                                                     | Śródmieście, Staré Město, Přístavní brána a Dlouhý most                           | |
| 11. duben 1944                                                       | alej Osvobození, loděnice „Vulcan“ a „Odra“, závody leteckých motorů poblíž Dąbia | 650 bomb a min, 18 000 fosforových bomb                                                                         |
| 13. květen 1944                                                      | 3 série náletů                                                                    | 1700 bomb, 10 000 lidí bez bytů                                                                                 |
| 22. květen, 7. červenec, 7./8. srpen, 17./18. srpen 1944 (kobercový) | Gocław, Staré Město, Śródmieście, Niebuszewo                                      | 1100 zabitých, 1500 zraněných                                                                                   |
| 29./30. srpen 1944 (kobercový)                                       | vč. veřejná doprava, kina, divadla, filharmonie                                   | 15 vzdušných min, 2 200 zápalných bomb, 12 000 kontejnery se zápalnou tekutinou, 1300 zabitých, 90 000 bez bytů |
| 17. září 1944, 6. a 7. říjen 1944                                    | Automobilka Stoewer, Police, Skolwin                                              | |
| 1945                                                                 | spojenecké nálety na Police, od února 1945 - sovětské nálety na Štětín a Police   | |

Po skončení druhé světové války se bombardování Štětína stalo tabuizovaným předmětem. V důsledku přičtení Německa veškeré viny za válečné škody a převládajícího názoru na bezvadnost spojenců v té době byla skryta řada skutečností, včetně toho, že kromě hlavního účelu bombových útoků byly zničeny také budovy kulturní hodnoty, stejně jako činžovní domy a nemocnice. Rovněž byl ignorován počet obětí mezi obyvateli Štětína.
Důležitou roli sehrála otázka Stalinovy politiky, která se úzkostlivě snažila přesvědčit polské veřejné mínění, že výměnou za východní pohraničí velká trojka udělila Polsku civilizované město (viz Postupimská konference), zatímco Poláci si neuvědomovali míru jeho zničení.

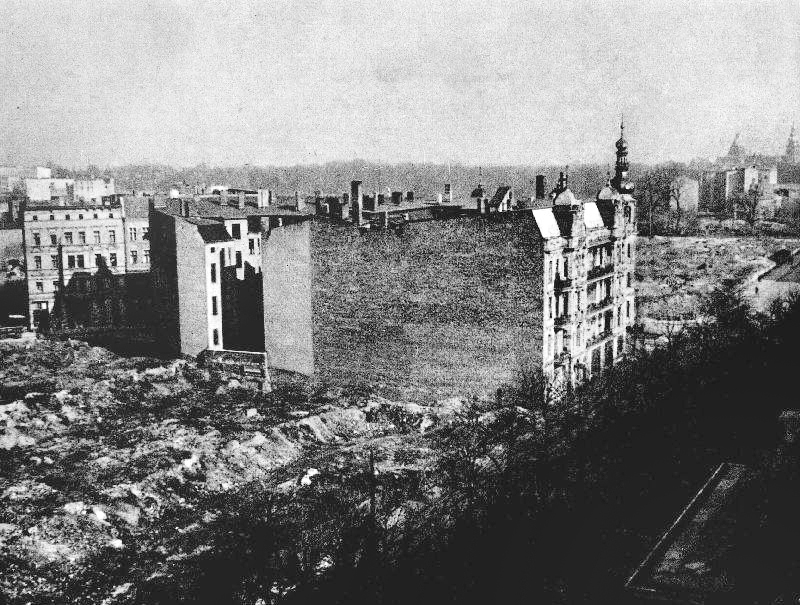
Východní centrum
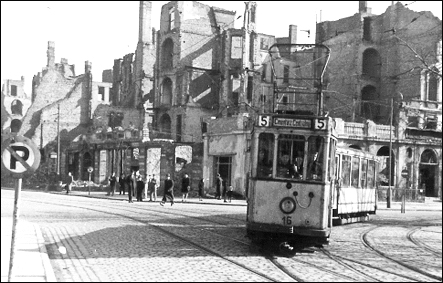
Alej osvobození, 1948
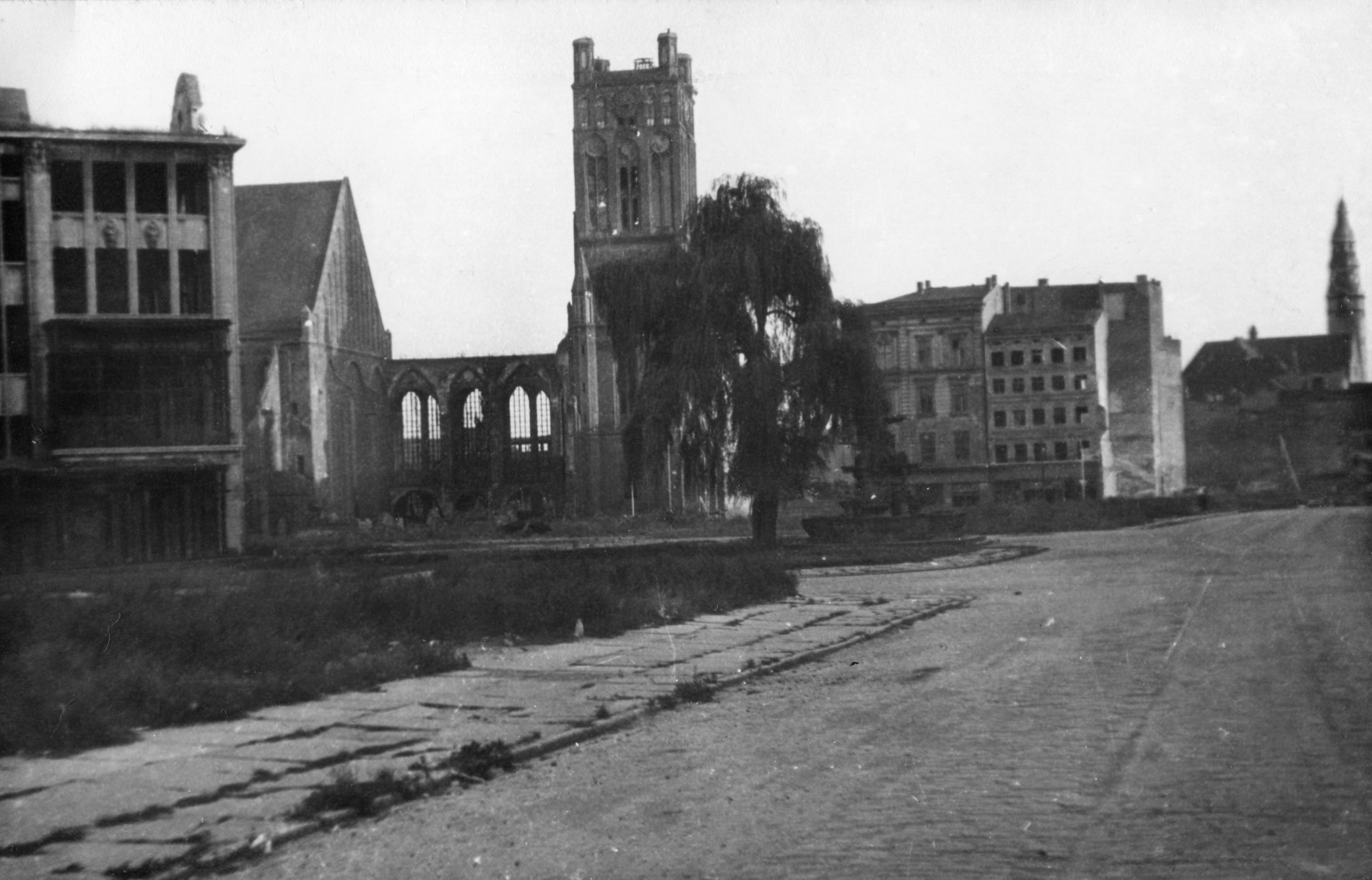
Staré město, 1959

## Přežívající objekty
Nejdůležitějším objektem, který přežil bombardování, jsou Wały Chrobrego, které nebyly vůbec bombardovány kvůli plánu usadit tam spojeneckou hůl. Palác pod glóbusem utrpěl ve starém městě menší škody. Budovy v blízkosti hlavního nádraží a Tobruckého náměstí, kde bombardování přežila Červená radnice, jsou poměrně dobře zachovány. Velká část starých budov se zachovala v samém centru města a v blízkosti loděnic, stejně jako v Bolinku.

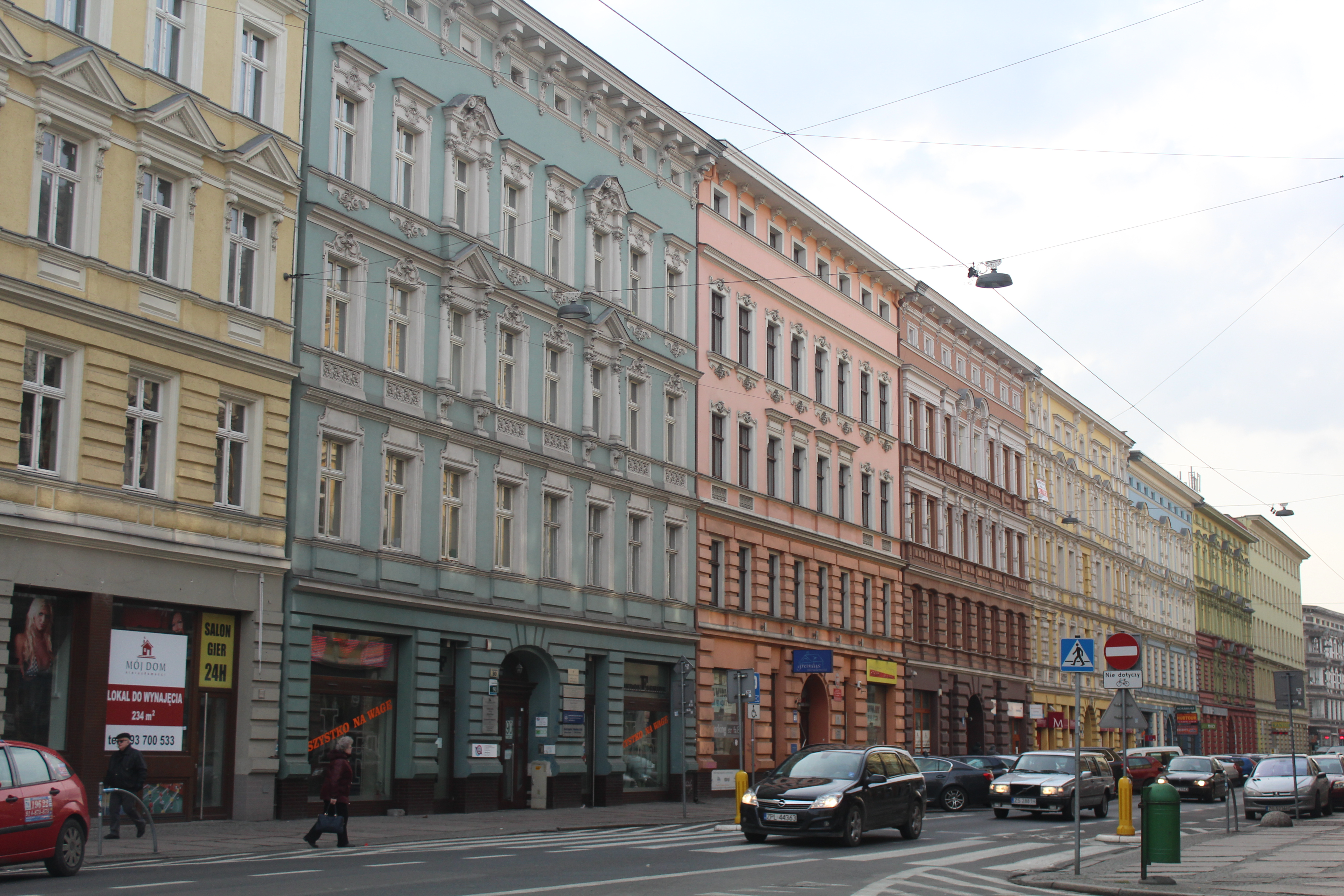
Zachované předválečné činžovní domy ve středu města
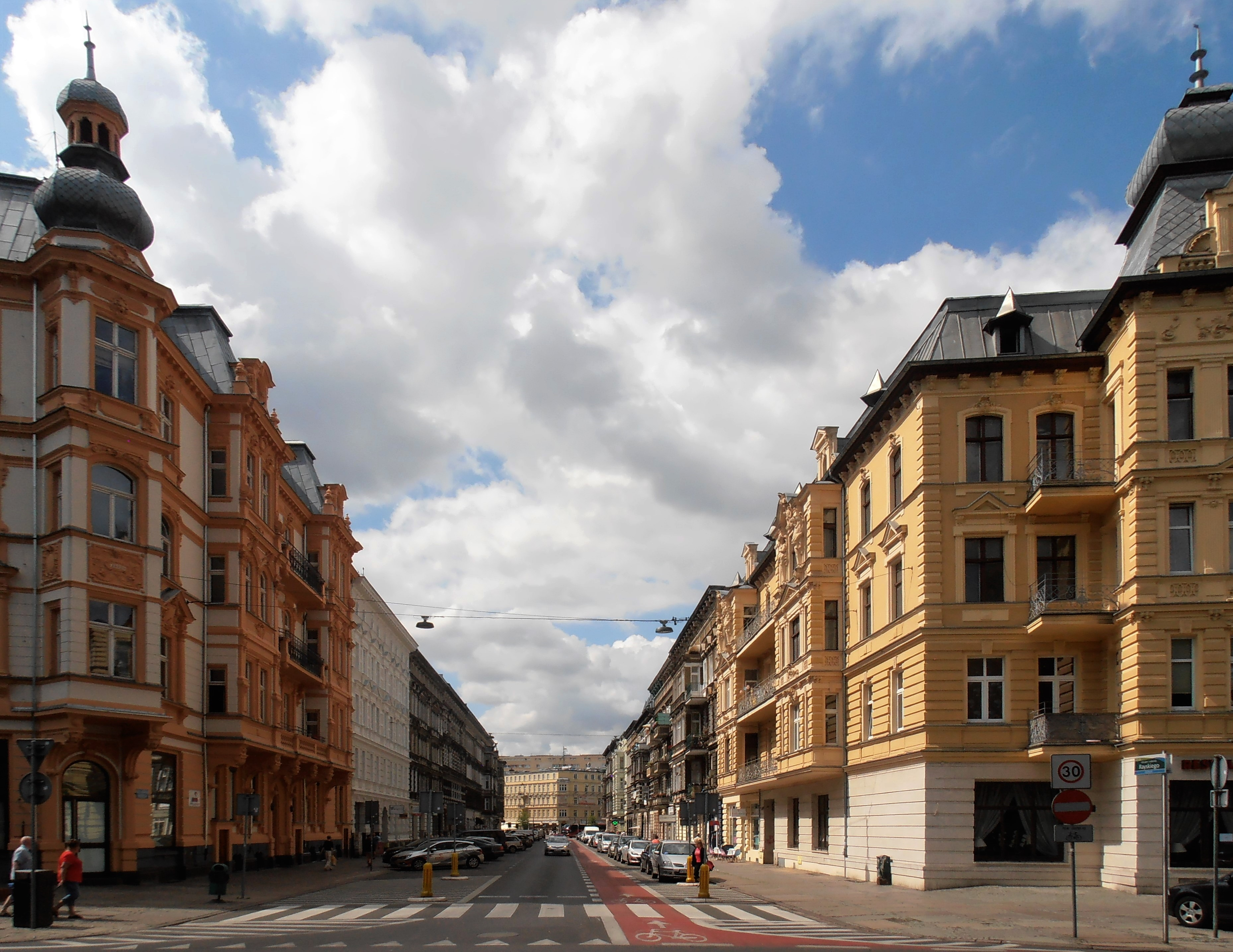
Zachované předválečné činžovní domy ve středu města
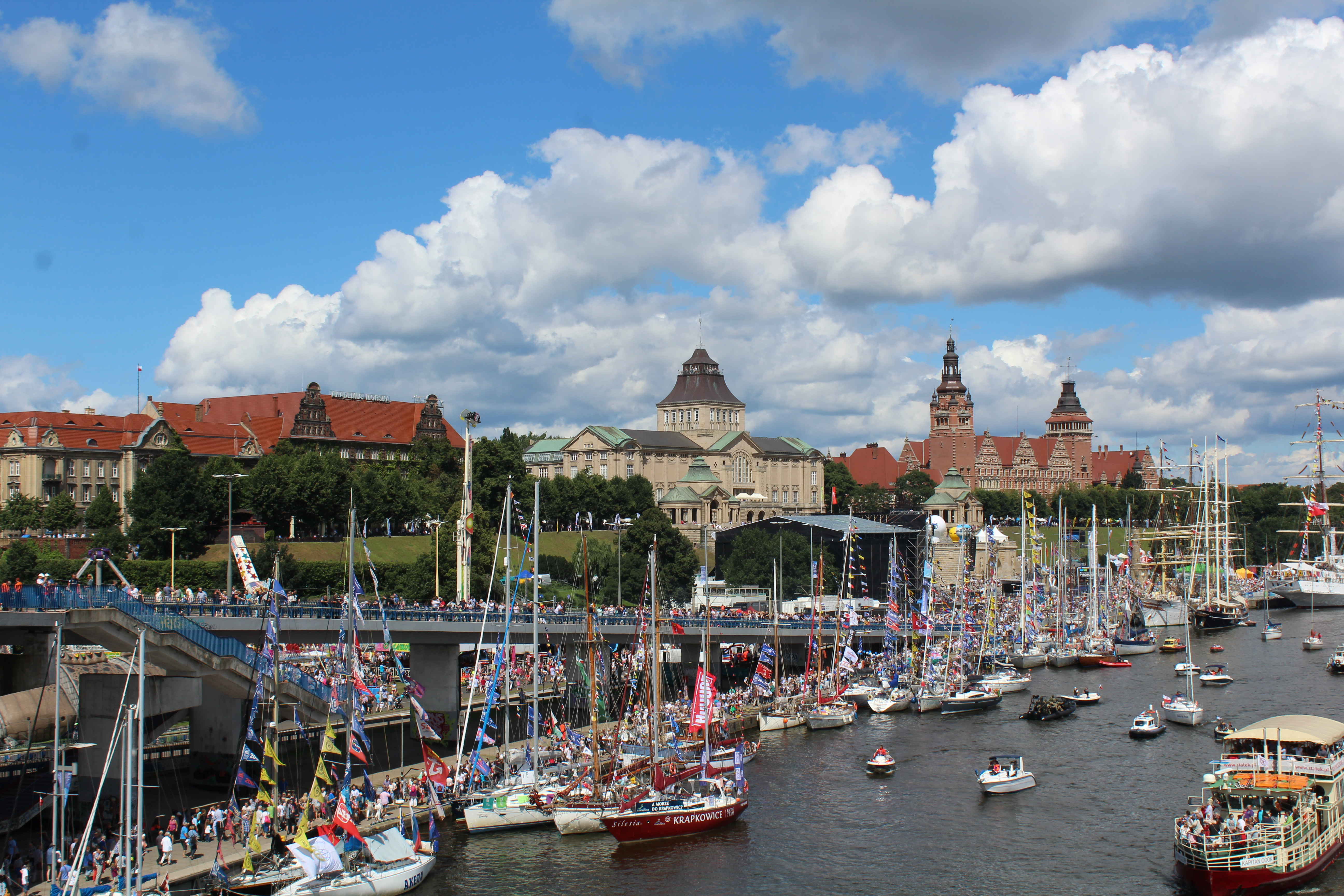
Wały Chrobrego
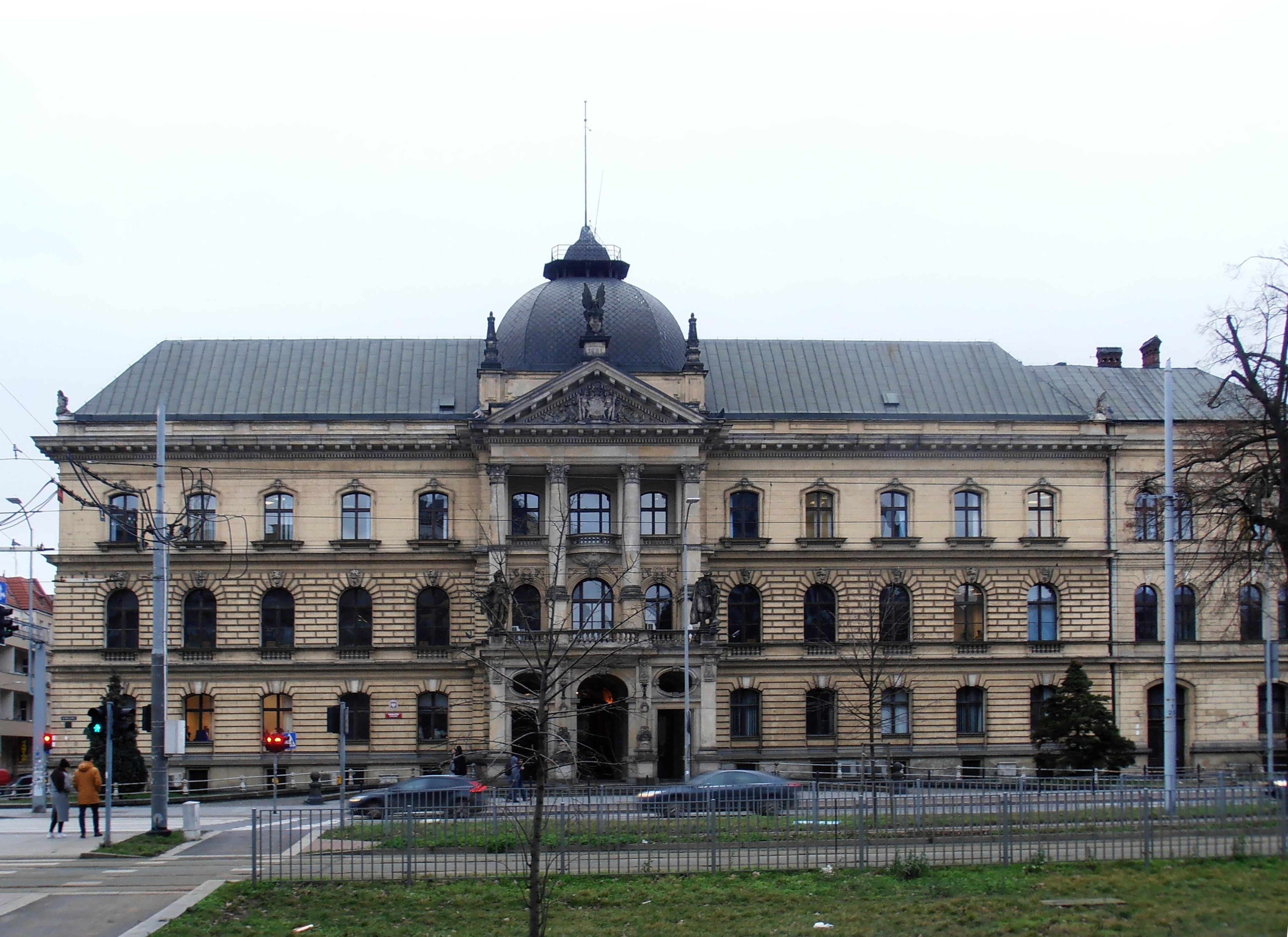
Palác Pomořanského zemstva
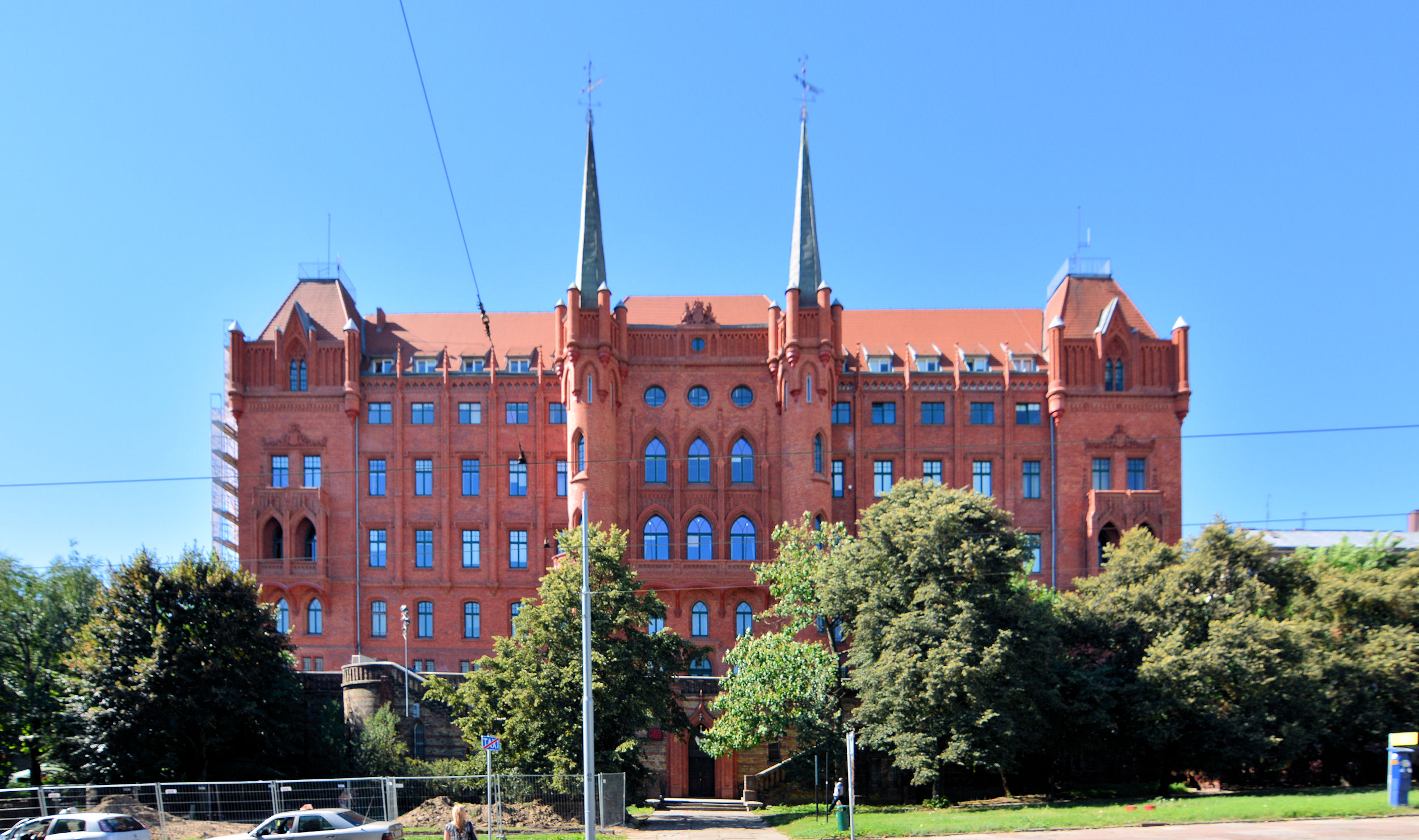
Červená radnice
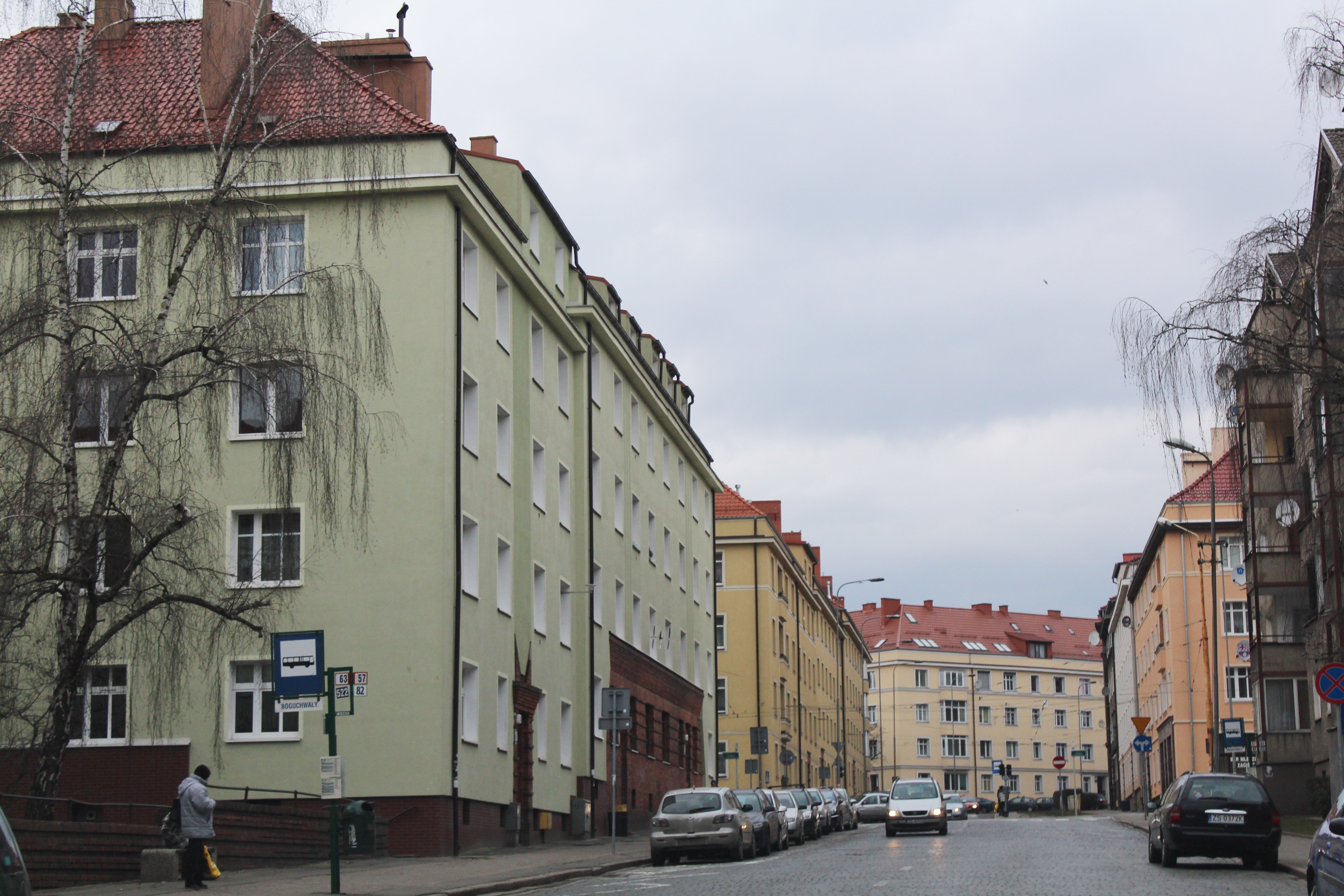
Bolinko, severní městské sídliště